# Oncom

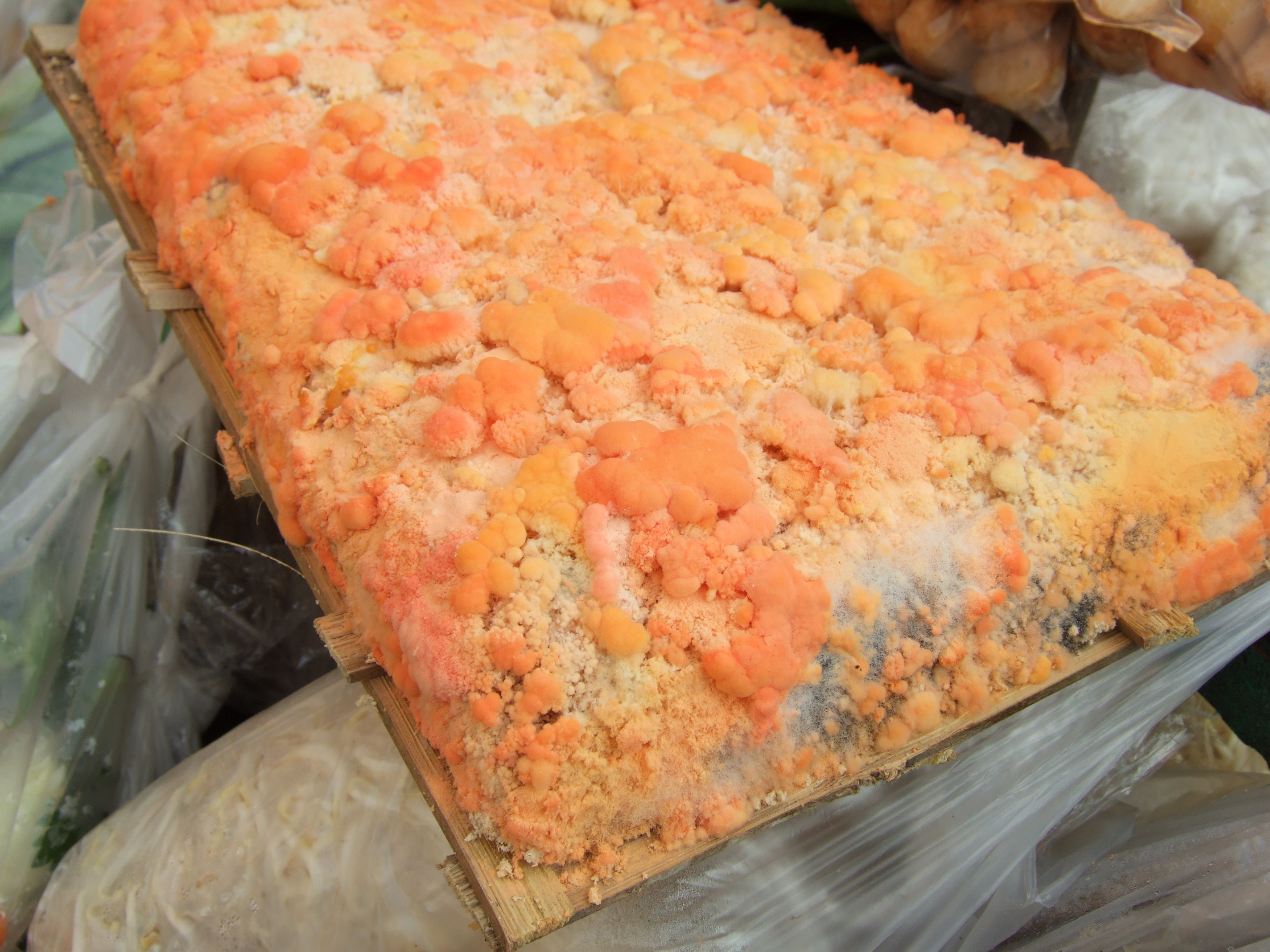
Rote Oncom mit Neurospora sitophila Schimmelpilzen

Oncom (auch Ontjom) ist ein traditionelles Fermentationsprodukt aus Westjava, das in der sundanesischen Küche als Grundnahrungsmittel verwendet wird. Ähnlich wie bei Tempeh entsteht Oncom durch Zugabe entsprechender Schimmelpilze.

## Geschichte
Auf Java wurde Oncom als Nahrungsmittel von der Bevölkerung mit niederen Einkommen aus Produktionsresten von Sojabohnen, Erdnüssen, Maniok und Kokosnüssen mit einem roten Schimmelpilz hergestellt. Neurospora sitophila (Monilia sitophila), einer der Oncom-Schimmelpilze, ist auch als „roter Brotschimmel“ bekannt. In der westlichen Welt ist dieser Pilz eine gefürchtete Kontamination in Laboratorien und Krankenhäusern, denn er gehört zu den asthmatogenen Pilzen.

Strukturformel der giftigen Bongkreksäure, ein Hemmer des ATP/ADP-Translokators

Ähnlich wie Tempeh und Oncom wird Tempeh-Bongkrek aus Sojabohnen und Kokosnusspresskuchen mit dem Schimmelpilz Rhizopus oligosporus fermentiert. Gelegentlich wurden nach Verzehr von Bongkrek (Tempeh-Bongkrek) Todesfälle gemeldet. Bedingt durch Verunreinigung mit Burkholderia gladioli-Bakterien auf Kokosnusspresskuchen kann Bongkreksäure entstehen.
Erst Anfang des 20. Jh. erfolgten die ersten internationalen, systematischen mykologischen und chemischen Untersuchungen über die Schimmelpilze, die zur Herstellung von Nahrungsmitteln verwendet werden. Der japanische Mikrobiologe Nakazawa beschäftigte sich seit 1912 mit Tempeh und Oncom. Jedoch erst nach seiner Forschungsreise durch Java und Sumatra 1926 untersuchte er zusammen mit Takeda die mitgebrachten Proben von Tempeh und Oncom. Die Ergebnisse wurden 1928 in verschiedenen Sprachen veröffentlicht.
Tempeh und Oncom, die nach Fermentation von pflanzlichen Bestandteilen mit Schimmelpilzen hergestellt werden, sind heute als bekömmliche, proteinreiche Nahrungsmittel und vegetarischer Fleischersatz angesehen.

## Herstellung
Folgende Koppelprodukte werden für die Herstellung von Oncom verwendet:
- Sojapresskuchen nach Gewinnung von Sojamilch für die Herstellung von Tofu,
- Erdnusspresskuchen nach Gewinnung von Erdnussöl,
- Restmaniok nach Gewinnung von Maniokstärke,
- Kokosnusspresskuchen nach Gewinnung von Kokosöl oder Kokosmilch.

Die Bestandteile werden gemischt und durch Dämpfen sterilisiert. Nach Abkühlen auf 50 °C werden die Oncompilze zugegeben und anschließend die Mischung wie bei der Herstellung von Tempeh zu Blöcken geformt. Diese Blöcke werden bei einer Temperatur von 25–30 °C gelagert. Die Inkubationszeit bis zur verkaufsfertigen Ware dauert etwa zwei bis drei Tage.
Die Verwendung von Produktionsresten erhöht die ökonomische Effizienz bei der Lebensmittelproduktion.
Es gibt roten und schwarzen Oncom, abhängig von den verwendeten Schimmelpilzen:
- Roter Oncom mit Neurospora intermedia var. Oncomensis[6] oder Neurospora sitophila[7] plus Rhizopus oligosporus
- Schwarzer Oncom mit Rhizopus oligosporus (wie bei Tempeh).

Die bei der Fermentation mit Oncompilzen entstehenden Enzyme Amylase, Lipase und Proteasen sind verantwortlich für die Umwandlung von Kohlenhydraten, Fetten und Protein in den Substraten. In Oncom wird Phytinsäure abgebaut. Ein hoher Phytin-Anteil in der Nahrung kann einen Mangel an Mineralien hervorrufen.

## Kulinarisches
Oncom kann wie Tempeh auch frittiert oder zu anderen Gerichten verwertet werden. Ein beliebtes Gericht mit Oncom in Westjava ist Pepes Oncom und gegrillter Klebreis (Ketan bakar), der mit Oncomsauce serviert wird.

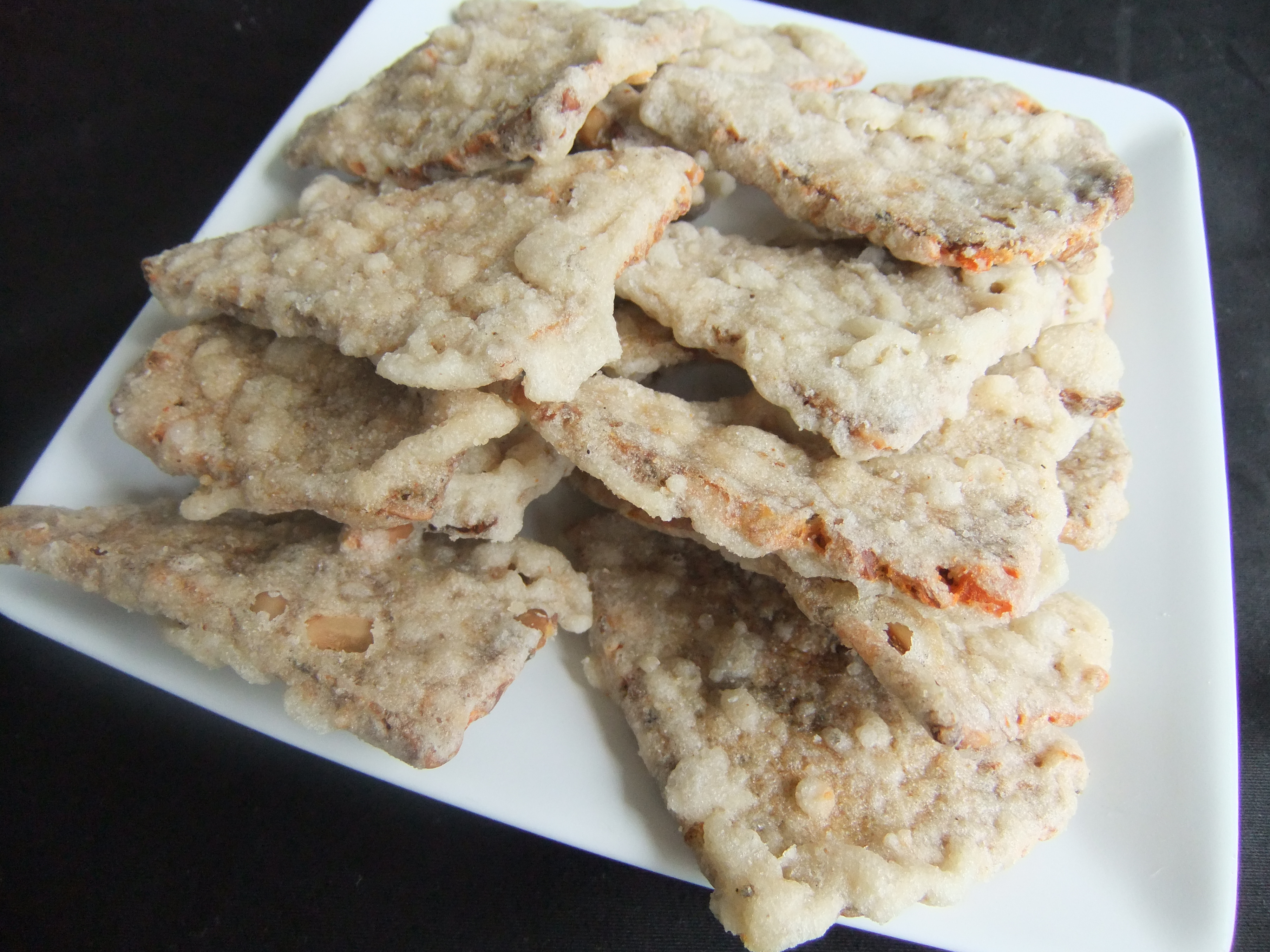
Oncom-Chips aus Bandung
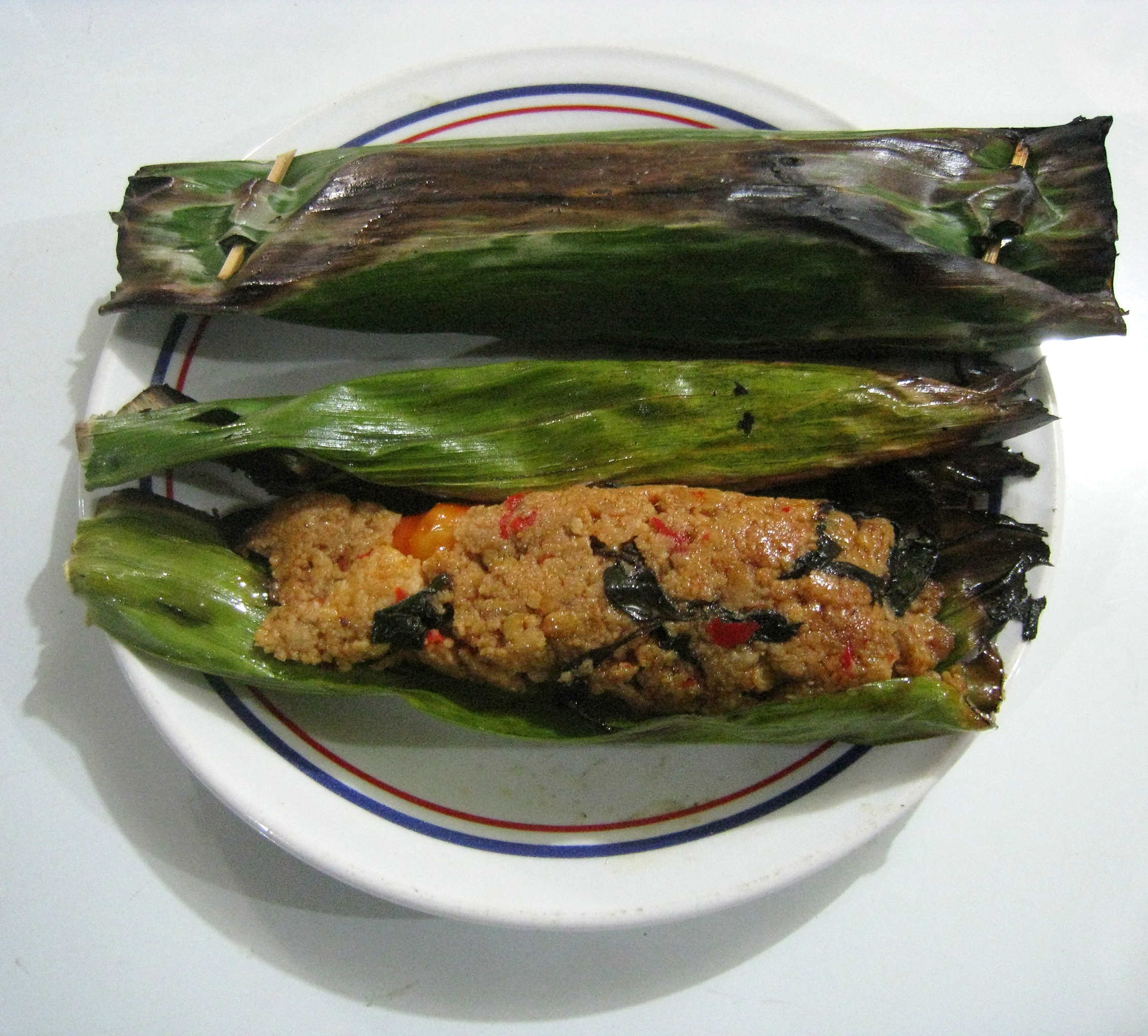
Oncomgericht als Pepes gegart in Bananenblättern und auf Holzkohle gegrillt
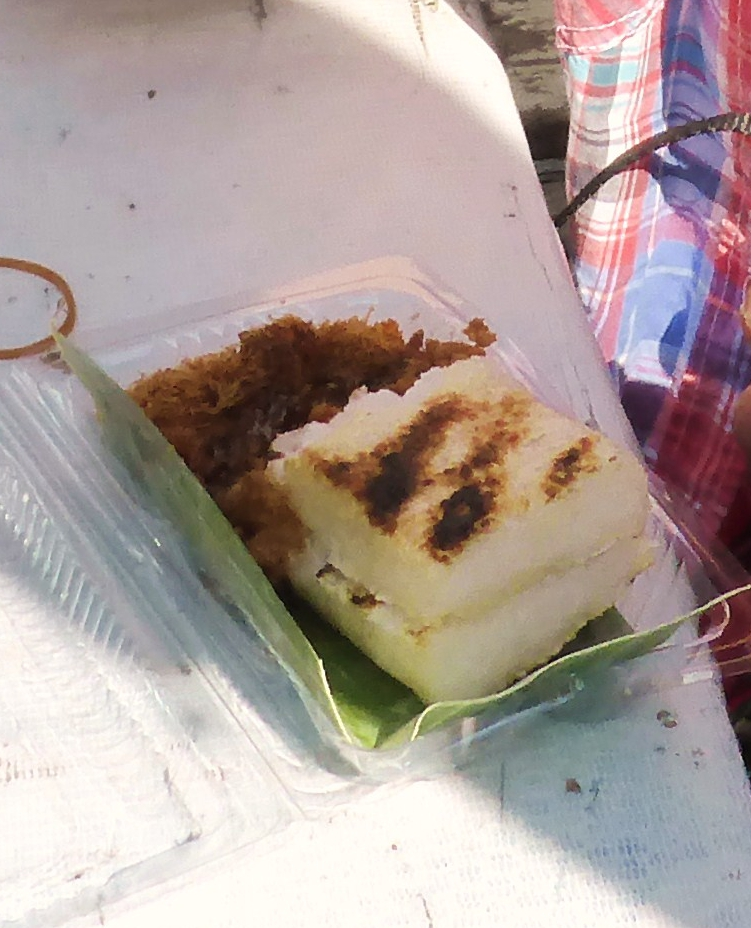
Gegrillter Klebreis mit Oncomsoße
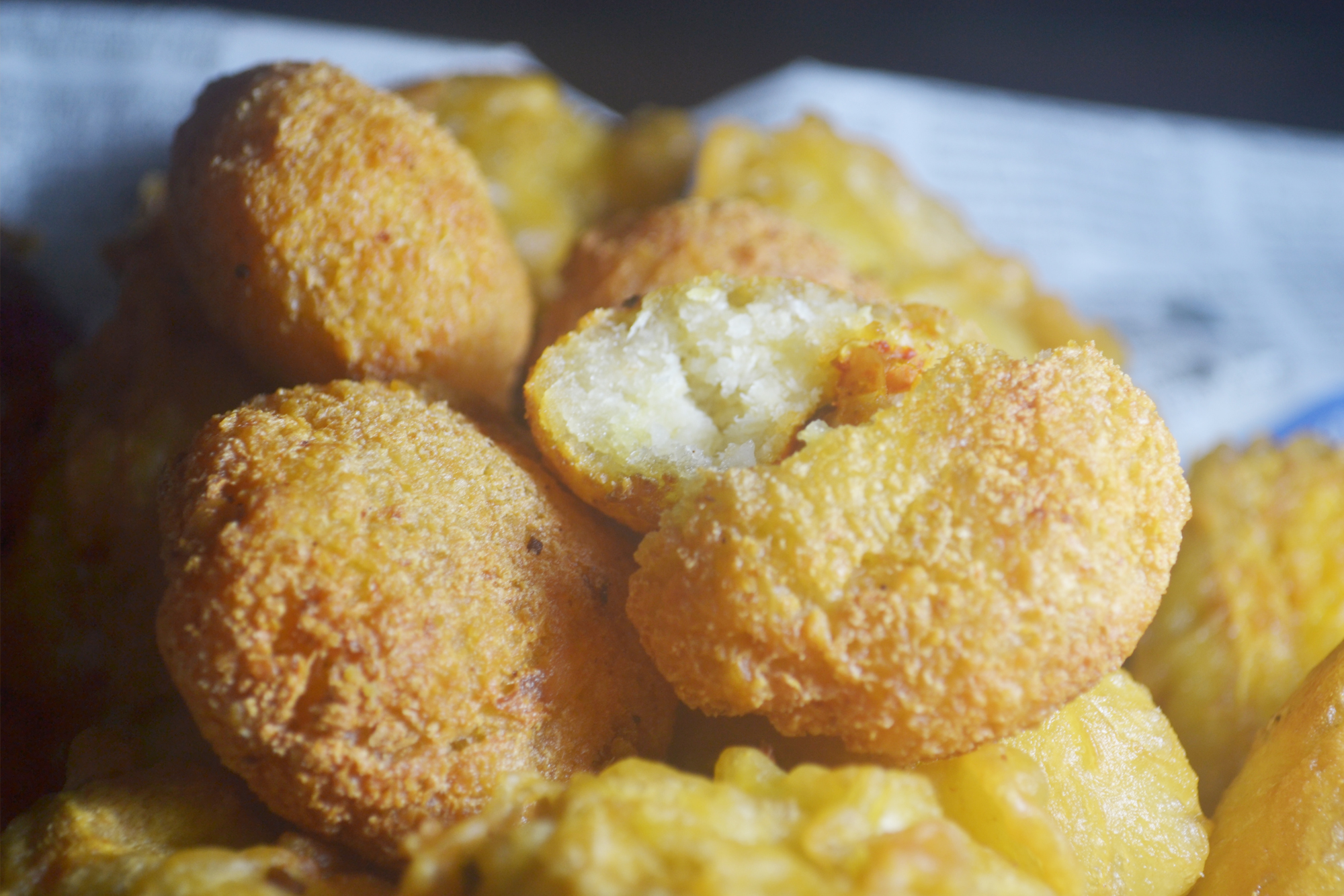
Combro (Tjombro): Frittiertes Maniok-Bällchen mit Oncom-Füllung

## Toxizität
Bei der Produktion von Oncom müssen hygienische Maßnahmen besonders berücksichtigt werden, um Kontamination mit Bakterien oder anderen unerwünschten Schimmelpilzen wie Aspergillus flavus (produziert Aflatoxin) zu vermeiden. Neurospora intermedia var. oncomensis und Rhizopus oligosporus reduzieren die Entstehung von Aflatoxin.
Die Produktion der hochgiftigen Bongkreksäure und Toxoflavin in Kokosnusspresskuchen durch Burkholderia gladioli muss dabei vermieden werden.

## Ausblick
Die Herstellung von Oncom aus Produktionsresten als preiswertes Rohmaterial zu qualitativ gehaltvollen Lebensmitteln birgt ein großes wirtschaftliches Potenzial. Damit können große Bevölkerungskreise mit niedrigem Einkommen versorgt werden. Oncom ist auch für Vegetarier geeignet. Er ist bekömmlich und hat einen guten Nährwert.
Während Tempeh, der „große Bruder“ von Oncom, zuhause hergestellt werden kann, sollte Oncom besser durch Fachkundige produziert werden, um die toxischen Gefahren zu erkennen und zu kontrollieren sowie Einhaltung der hygienischen Maßnahmen sicherzustellen. 

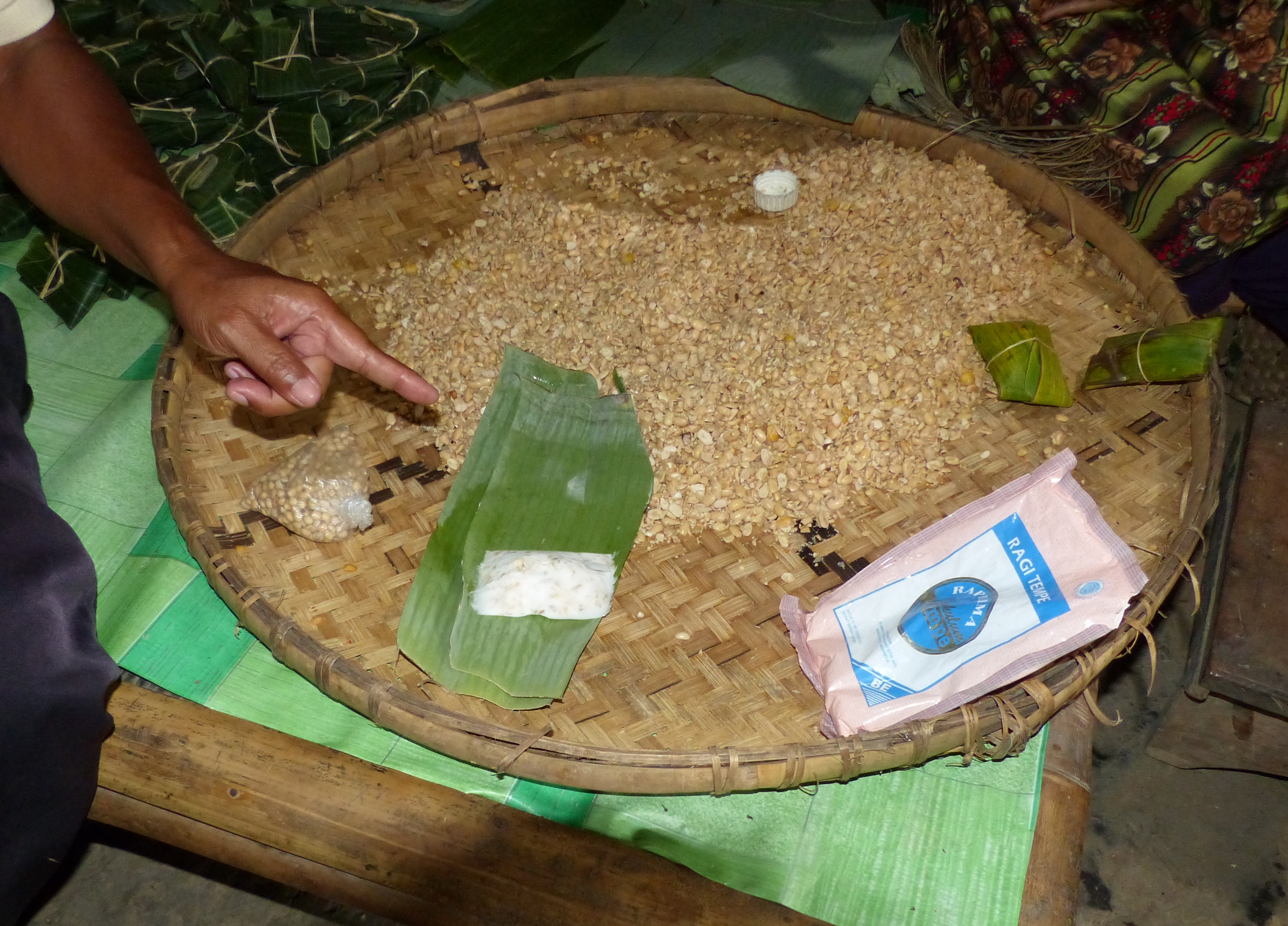
Hausproduktion von Tempeh in einem Dorf in Mitteljava